# Jaskinia nad Mostkiem Niżnia
Jaskinia nad Mostkiem Niżnia (Dziura pod Żlebem) – jaskinia w zachodnim zboczu Doliny Kościeliskiej w Tatrach Zachodnich. Wejście do niej znajduje się w Żlebie nad Mostkiem (żleb przy pierwszym mostku za Bramą Kraszewskiego), poniżej Jaskini nad Mostkiem Wyżniej i Szczeliny nad Mostkiem, na wysokości 1043 metrów n.p.m. Jaskinia jest pozioma, a jej długość wynosi 50 metrów.

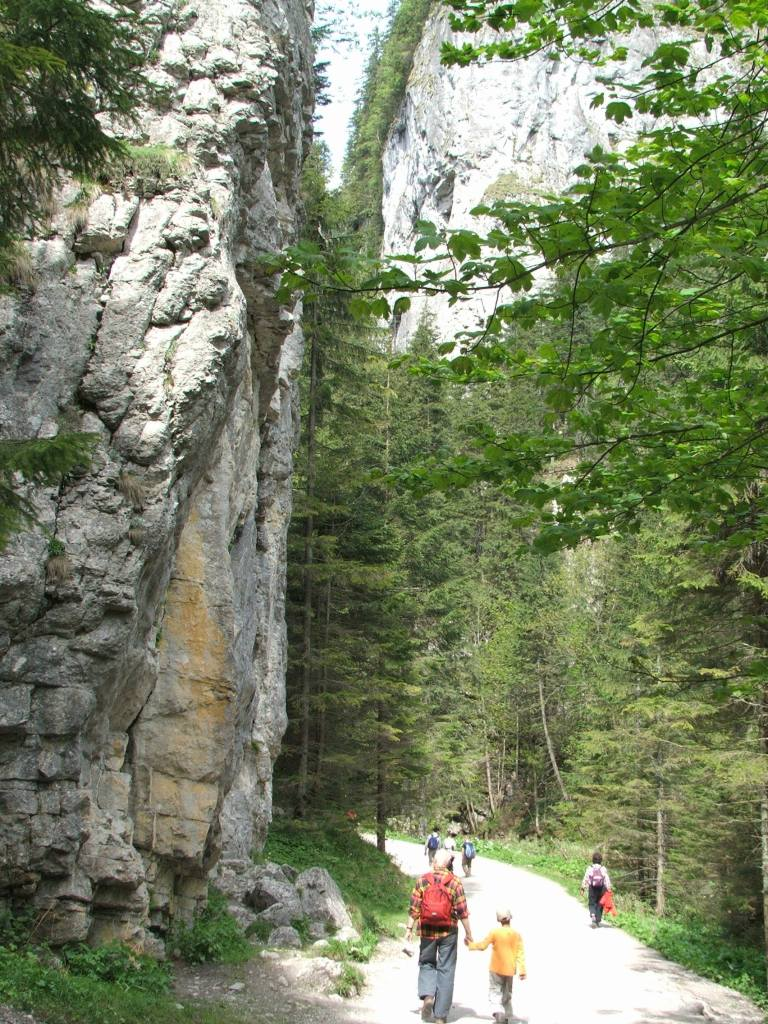
Brama Kraszewskiego

## Opis jaskini
Jaskinię stanowią dwa nie łączące się ze sobą ciągi zaczynające się w przedsionku, za obszernym otworem wejściowym. Oba kończą się szczelinami.
Prawy jest obszerny i ma ponad 20 metrów długości. Odchodzi od niego jedna niewielka odnoga. 
Lewy jest węższy i prowadzi w dół. Ma około 15 metrów długości. Odchodzą od niego dwa krótkie, ciasne korytarzyki.

## Przyroda
Roślinność występuje tylko w przedsionku. Rosną tam rośliny kwiatowe oraz mchy i porosty.

## Historia odkryć
Jaskinia znana była od dawna. Stefan Zwoliński sporządził w 1952 roku jej plan, używając nazwy Dziura pod Żlebem.